# 阿祖拉拉 (孔迪镇)
阿祖拉拉 (孔迪镇)是葡萄牙波尔图区的一个堂区。总面积2.11平方公里，总人口2102人，人口密度996.2人/平方公里。